# رگ‌بند

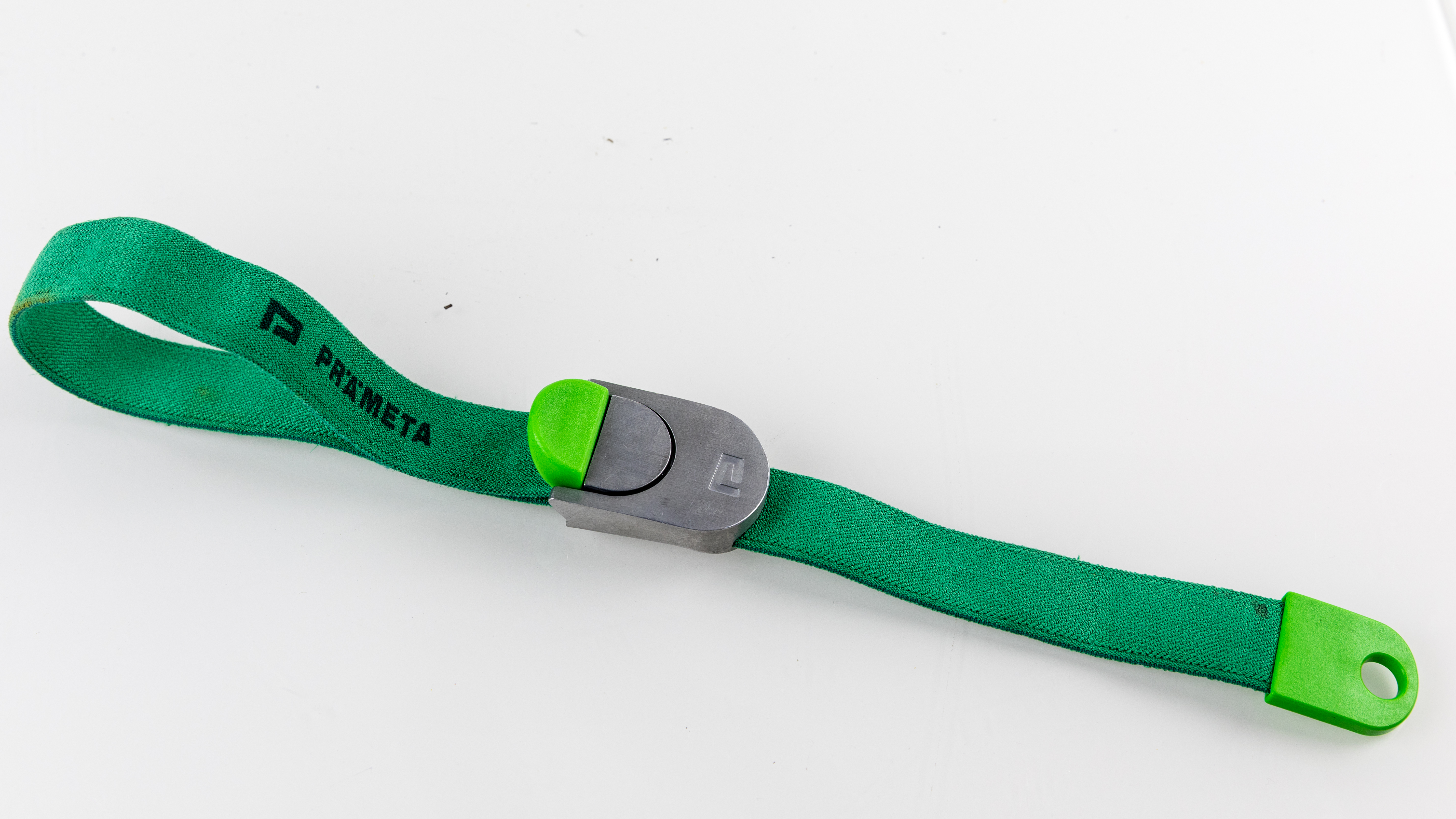

رگ‌بند، شریان‌بند یا تورنیکه (به فرانسوی: Tourniquet) تسمه یا نواری است که بر روی عضو می‌بندند تا مانع عبور جریان خون شود. این وسیله با وارد آوردن فشار از روی پوست قادر است با مسدود کردن سرخ‌رگ‌ها و سیاه‌رگ‌ها، جریان خون در آن اندام را موقتاً متوقف نموده و به کاهش یا قطع خونریزی کمک کند.
استفاده از تورنیکه (رگ‌بند) در هنگام خونگیری جهت انسداد عروق و همچنین در هنگام جراحی‌های ارتوپدی به منظور جلوگیری از خونریزی حین عمل، و در فوریت‌های پزشکی و میدان جنگ کاربرد دارد. بدین صورت که روی دست و پای بیمار بسته می‌شود و به دلیل کاهش خونریزی سطح بهتری از عمل برای جراح نمایش می‌دهد. 

## نکات کاربردی در کار با تورنیکه
- در هنگام خونگیری وریدی به محض برقراری جریان خون، تورنیکه شل شود و حداکثر زمان استفاده از تورنیکه جهت انسداد عروق ۶۰ ثانیه می‌باشد.
- در جراحی اطفال، میزان فشار کم‌تر از بزرگ‌سالان باید تنظیم شود.
- میزان فشار در داخل نوار در طول جراحی کنترل شده و ثابت باقی بماند.
- زمانی که تورنیکه برداشته شود باید گردش خون عضو، کنترل گردد.
- میزان فشار تورنیکه باید در پرونده بیهوشی بیمار ثبت گردد.
- تخلیه هوای تورنیکه باید به تدریج انجام گیرد.[۱]

## تاریخچه
در رم باستان در حدود ۱۹۹ سال قبل از میلاد از وسیله‌ای برنزی بعنوان تورنیکه جهت جلوگیری از خونریزی در حین عمل قطع عضو استفاده می‌کردند.
در سال ۱۷۱۸ ژان لوی پتی* جراح فرانسوی از وسیله‌ای شبیه به آن سود جسته است. در سال ۱۸۶۴ جوزف لیستر* جراح مشهور انگلیسی اولین کسی است که از رگ‌بند برای انجام عمل‌های جراحی بدون خونریزی استفاده کرده تا اینکه در سال۱۸۷۳ فردریخ فن اسمارچ* پیشنهاد داد قبل از بستن تورنیکه روی عضو، خون موجود در رگ‌ها با بالا آوردن عضو بطرف قلب برگردانده شود و سپس تورنیکه بسته شود، او برای اینکار از یک نوار کشی مخصوص استفاده می‌کرد.
بکارگیری رگ‌بند بادی در سال ۱۹۰۴ توسط هاروی کوشینگ * ثبت شده است. اگوست بیر* در سال ۱۹۰۸ دو رگ‌بند متصل بهم برای بی‌حس نمودن عضو جهت انجام عمل جراحی اختراع نمود و این نوع بی‌حسی عضو را بلوک بیر نام گذاری کرد.
در ۱۹۸۰ دکتر جیمز مک ایون *اختراع رگ‌بند تمام اتوماتیک باکنترل ریزپردازنده را به ثبت رساند این نوع تورنیکه از درجه بالای ایمنی حین کار برخوردار بوده و عوارض احتمالی را کاهش داده است.

## عوارض استفاده از رگ‌بند
- ایسکمی عضلات و صدمه به اعصاب
- آسیب به جدار داخلی شریان‌ها
- لخته شدن خون در داخل عروق یا ترومبوز[۱]